# 32. summit G8
32. summit skupiny států G8 (Spojené království, Spojené státy americké, Kanada, Francie, Itálie, Německo, Japonsko a Rusko) se konal v ruském Petrohradě ve dnech 15. — 17. července 2006. Oficiální zahájení proběhlo v neděli 16. července. Hlavními body byly energetika, vzdělání a infekční onemocnění. Dějištěm summitu byl Konstantinův palác, který se nachází ve Strelne, což je přibližně 15 km od Petrohradu. Státy G8 jednaly také s delegáty ze zemí Indie, Číny, Jihoafrické republiky, Mexika, Brazílie a dalších. Tyto státy by měly být podle slov Jacquese Chiraca zapojeny i do následujících rozhovorů G8.

## Prohlášení v souvislosti se summitem G8
„Nemůžeme mluvit o energetické bezpečnosti, pokud nebylo dosaženo žádného pokroku, pokud jde o klimatické změny. Lidstvo tančí na okraji jícnu vulkánu,“ — Jacques Chirac, prezident Francie
„Navrhuji zemím, které mají ve světě stále větší váhu, aby se k velké osmičce připojily. Nemůžeme jednat o velkých světových problémech v úzkém kruhu.“ — Jacques Chirac, prezident Francie
„Nesmíme dovolit extremistům, aby utopili Blízký východ v chaosu a aby vyvolali rozšíření konfliktu.“ — Vladimir Putin, prezident Ruska

## Účastníci summitu
- Země G8 :
  -  Kanada — Premiér Stephen Harper
  -  Francie — Prezident Jacques Chirac
  -  Německo — Kancléřka Angela Merkelová
  -  Itálie — Premiér Romano Prodi
  -  Japonsko — Premiér Džuničiró Koizumi
  -  Rusko — Prezident Vladimir Putin
  -  Spojené království — Premiér Tony Blair
  -  Spojené státy americké — Prezident George W. Bush
- Ostatní státy :
  -  Brazílie — Prezident Luiz Inácio Lula da Silva
  -  Čína — Prezident Chu Ťin-tchao
  -  Indie — Premiér Manmohan Singh
  -  Jižní Afrika — Prezident Thabo Mbeki
  -  Mexiko — Prezident Vicente Fox
- Organizace :
  -  Evropská unie — finský premiér Matti Vanhanen a prezident Evropské komise José Manuel Barroso
  - Africká unie — prezident Konga Denis Sassou-Nguesso
  -  Společenství nezávislých států — prezident Kazachstánu Nursultan Nazarbajev
  -  Organizace spojených národů — generální tajemník Kofi Annan
  - Mezinárodní agentura pro energii — generální ředitel Claude Mandil
  -  Mezinárodní agentura pro atomovou energii — generální ředitel Mohamed El Baradei
  -  Světová zdravotnická organizace — generální ředitel Anders Nordström
  -  Organizace OSN pro výchovu, vědu a kulturu — generální ředitel Koïchiro Matsuura

## Program summitu

### Izraelsko-Libanonská krize
Tento problém se stal hlavním bodem summitu. Státy skupiny G8 vydaly prohlášení v němž apelují na zastavení vojenských operací Izraele v Libanonu a projevily podporu Libanonské vládě. Na konci summitu vyzval k ukončení nepokojů také ruský prezident Vladimir Putin. Italský premiér Romano Prodi navrhl jako řešení vyslat 10 000 mezinárodních vojáků, kteří by zajistili prostor konfliktu. Jako možnost uvedl také účast vojáků Izraele a Libanonu.

### Energetická bezpečnost
Hlavní problémem v této oblasti je jaderná energie a její obohacování. I když tento způsob získávání energie vytváří mnohem méně skleníkových plynů a jiných zplodin, což mnoho ekologických aktivistů vítá, stále jsou problémy s bezpečným uskladněním vyhořelého paliva a také s obohacovaním paliva nového, které by se mohlo stát zdrojem k výrobě jaderných zbraní. K řešení tohoto problému byla na summitu vytvořena koncepce mezinárodní centra ležícího v Rusku, které by produkovalo obohacené palivo pro jaderné elektrárny. Nad tím vším by měla mít dohled Mezinárodní agentura pro atomovou energii (MAAE). Lídři států G8 tento návrh podpořili schválením „prohlášení o globální energetické bezpečnosti“.

### Infekční nemoci
Státy se nedokázaly shodnout na jednoznačné politice boje proti infekčním nemocem a AIDS. Každá země navrhla určité řešení problému bez většího výsledku. Selhání ve slíbené pomoci rozvojovým států nejen v tomto bodě programu si vysloužilo kritiku např. zpěváka skupiny U2, Bona, který organizoval akci Live 8, právě na podporu chudých států Afriky.

### Globální oteplování
Státy vydaly prohlášení, kde uvádí potřebu snižovat emise skleníkových plynů, zlepšení životního prostředí a snížení životního prostředí. Toto prohlášení ale naráží na neochotu USA přistoupit na Kjótský protokol. K naplňování Kjótského protokolu zvlášť vyzval francouzský prezident Jacques Chirac, kvůli důležitosti ochrany naší planety.

## Policejní zásahy
Během týdne před summitem zaznamenala policie přibližně asi 200 aktivistů za lidská práva a politických aktivistů. Je očekáváno asi 1000 demonstrantů proti globalizaci, kteří budou protestovat během summitu.

## Dějiště
V Petrohradě byly očekávány problémy spojené s dopravou a zásobováním. Kvůli zákazu nošení zbraní v centru města odmítlo řada bank doplňovat peníze ve svých bankomatech. 20 milionů rublů bylo vyčleněno na zajištění pěkného počasí, o které se postará jedenáct letadel, které budou rozhánět mraky. V souvislosti s tím vyzvala gubernátorka Valentina Matvijenková občany města, aby chodili decentně oblečeni, protože o počasí nemusí mít obavy.